# Жюльен, Шарль-Андре
Шарль-Андре Жюльен (фр. Charles-André Julien; 2 сентября 1891, Кан, Нормандия, Франция — 19 июля 1991, Париж, Франция) — французский историк, востоковед-берберовед, журналист Специалист по истории Марокко, Алжира и исламской Северной Африки начиная с Поздней античности и до Нового времени. Профессор Сорбонны и Рабатского университета Мохаммеда V.

## Биография
Шарль-Андре Жюльен родился 2 сентября 1891 года. Когда сыну исполнилось 15 лет его семья эмигрировала в Алжир, который на тот момент был оккупирован Францией, где ребёнок стал интересоваться историей региона. Он вернулся во Францию, где обучался в Парижском университете, а затем работал профессором здесь же и в Рабатском университете в Марокко. Написанная им книга «История Северной Африки до 1830 года» долгое время являлась стандартной справочной работой и даже использовалась в нескольких университетах в качестве учебного пособия. Она переведена на несколько языков, в том числе на русский (в двух томах) В 1936—1939 годах он являлся членом Высшего комитета Народного фронта по странам Северной и Южной Африки, а в 1946—1958 годах его избрали в Совет Французского Союза.
Жюльен был известен своими антиколониальными выступлениями считая, что власти Франции должны даровать те же права, что и европейцам, своим африканским и американским подданным. Он написал много статей по истории и политике для крупнейшей и старейшей газеты страны Le Monde и считался её постоянным колумнистом.

## Работы

### На французском
Научная
- Les techniciens de la colonisation (XIXe-XXe siècles). — Paris: Presses Universitaires de France, 1947. — viii, 321 p. — (Colonies et empires. 1. sér.: Études coloniales, 1).
- Les voyages de découverte et les premiers établissements (XVe-XVIe siècles). — Paris: Presses Universitaires de France, 1948. — 533 p. — (Colonies et empires. Série 3. Histoire de l'expansion et de la colonisations françaises, 1).
- L'Afrique du Nord en marche : nationalismes musulmans et souverainete francaise.. — Paris: Julliard, 1952. — 416 p.
- Histoire de l'Afrique du Nord: Des origines à 1830. — Paris: Payot, 1961. — 867 p. — (Grande bibliothèque Payot).
- Le Maroc face aux impérialismes : 1415—1956. — Paris: Éditions J.A., 1978. — 549 p. — ISBN 28-525-8097-7. — ISBN 978-2-852-58097-8.
- Julien Ch -A.; Morsy Magali[вд]. Une pensée anticoloniale : positions, 1914—1979. — Paris: Sindbad, 1979. — 267 p. — (Grands documents de Sindbad). — ISBN 27-274-0036-5. — ISBN 978-2-727-40036-3.

Научно-популярная
- Histoire de l'Afrique blanche, des origines à 1945. — Paris: Presses universitaires de France, 1966. — 128 p. — (Que sais-je?, No 4).
- Histoire de l'Océanie. — Paris: Presses universitaires de France, 1971. — 128 p. — (Que sais-je?, no. 75).

### На русском
- Жюльен Шарль-Андре. История Северной Африки. Тунис. Алжир. Марокко / пер. с французского А. Е. Аничковой. — М.: Издательство иностранной литературы, 1961. — Т. 1: С древнейших времён до арабского завоевания, 647 год. — 424 с.
- Жюльен Шарль-Андре. История Северной Африки. Тунис. Алжир. Марокко / пер. с французского А. Е. Аничковой. — М.: Издательство иностранной литературы, 1961. — Т. 2: От арабского завоевания до 1830 года. — 424 с.